# Memotech MTX
O Memotech MTX foi um computador doméstico britânico de 8 bits, produzido pela empresa Memotech, que anteriormente era mais conhecida por seus módulos de expansão de memória para o Sinclair ZX81 e seu teclado alternativo para o ZX Spectrum.
Fabricado em duas versões (MTX-500 e MTX-512), possuía um belo design, com teclado mecânico e gabinete (de alumínio) pretos. Seu hardware era similar em filosofia  ao da linha MSX (embora não tivesse nenhuma relação direta com a mesma).
Como outros microcomputadores lançados no efervescente mercado britânico do início dos anos 1980, o MTX não conseguiu conquistar uma fatia expressiva de mercado e saiu de linha pouco tempo demais. Em 1984, a Memotech fez uma última tentativa de se firmar como fabricante de micros, lançando uma versão aperfeiçoada do MTX-512, o Memotech RS128.

## Versões
- MTX-500: possuía 32 KiB de RAM.
- MTX-512: possuía 64 KiB de RAM (expansível até 512 KiB).

## Características
- Memória:
  - ROM: 24 KiB
  - RAM: 32 KiB (MTX-500) ou 64 KiB (MTX-512)
- Teclado: mecânico, 79 teclas, com teclado numérico reduzido e teclas de função
- Display: coprocessador TMS9918, 9928 ou 9929; 16 cores, 32 sprites; 16 KiB de RAM de vídeo
  - 32 x 24 (texto)
  - 40 x 24 (texto)
  - 80 x 24 (texto), com placa de expansão
  - quatro modos gráficos (máximo: 256 x 192 pixels, com 32 sprites)
- Som: coprocessador SN76489A, três vozes, seis oitavas, "ruído branco"
- Expansão:
  - 1 slot para cartucho
- Portas:
  - 2 conectores para joystick
  - 1 porta Centronics
  - 1 saída para monitor de vídeo RGB
  - 1 saída para televisor (modulador RF), UHF
  - 1 saída de áudio (Hi-Fi)
  - Interface de cassete
- Armazenamento:
  - Fita magnética em 2400 bauds
  - Drive de 5" 1/4 opcional

## Memotech MTX na cultura popular
- Um Memotech MTX-512 (com uma expansão FDX) é utilizado no filme Weird Science, de 1985, para criar uma "namorada digital". Além de exigir uma forte suspensão da realidade, a seqüência mostrava gráficos bem melhores do que os que poderiam ser produzidos com um MTX real.[1]